# Vattrad trädklättrare
Vattrad trädklättrare (Dendrocolaptes certhia) är en fågel i familjen ugnfåglar inom ordningen tättingar.

## Utbredning och systematikk
Vattrad trädklättrare delas in i fem grupper av sex underarter:
- D. c. radiolatus – förekommer i västra Amazonområdet, sydöstra Colombia, nordöstra Peru och nordvästra Brasilien
- D. c. certhia – förekommer från östligaste Colombia till Guyanaregionen och norra Brasilien
- juruanus/polyzonus-gruppen
  - D. c. juruanus – förekommer i sydvästra Amazonområdet från östra Peru och västra Brasilien till norra Bolivia
  - D. c. polyzonus – förekommer i norra Bolivia (La Paz, Cochabamba och Santa Cruz)
- D. c. concolor – förekommer i sydcentrala Amazonområdet i Brasilien, mellan floderna Madeira och Tapajós, samt i nordöstra Bolivia (Santa Cruz)
- D. c. ridgwayi – förekommer i östra Amazonområdet i Brasilien, mellan floderna Tapajós och Xingu
- D. c. retentus – förekommer i östra Amazonområdet i Brasilien, söder om Amazonfloden mellan floderna Xingu och Tocantins
- D. c. medius – förekommer i östra Amazonområdet i Brasilien, öster om floden Tocantins; dessutom en isolerad population i nordöstra Brasilien (Alagoas, Pernambuco)

International Ornithological Congress (IOC) inkluderar polyzonus i juruanus.

## Status
Arten har ett stort utbredningsområde och beståndet anses vara stabilt. Internationella naturvårdsunionen IUCN listar den därför som livskraftig (LC).